# Medal of Honor: Frontline
Medal of Honor: Frontline è il quarto titolo della serie di videogiochi Medal of Honor, pubblicato dalla Electronic Arts nel novembre 2002, ed il secondo dove il giocatore veste i panni del tenente Jimmy Patterson. Le musiche sono del compositore statunitense Michael Giacchino.
Come i suoi predecessori, il gioco è ambientato in Europa e lo scopo principale è quello di combattere il Terzo Reich attraverso missioni di sabotaggio e spionaggio. Alcuni livelli del gioco sono ambientati durante le maggiori campagne alleate della seconda guerra mondiale come lo sbarco in Normandia e l'Operazione Market Garden.
Nel 2010 il videogioco, rimasterizzato in HD, è stato incluso nella "Limited Edition" di Medal of Honor per PlayStation3.

## Missioni
Dopo aver partecipato allo sbarco in Normandia del 6 giugno 1944, il tenente Jimmy Patterson viene richiamato dall'OSS e incaricato di intraprendere alcune missioni di spionaggio e sabotaggio. La prima consiste nell'infiltrarsi in un impianto di U-Boot nella Francia occupata per cercare di assestare un duro colpo alle linee di produzione di sommergibili che mettono in pericolo i convogli dell'Atlantico. In seguito viene spedito in Olanda alla vigilia dell'Operazione Market Garden per incontrarsi con alcuni membri della resistenza locale e portare in salvo Gerritt, un partigiano che è a conoscenza di alcune informazioni riguardo ad un nuovo caccia tedesco che sarebbe in fase di studio. Grazie alle informazioni raccolte, l'OSS mette Jimmy Patterson sulle tracce del Capitano Rudolf Ulbricht Von Sturmgeist, responsabile del progetto di questo nuovo modello di aereo chiamato Horten Ho IX che sfrutta la tecnologia dell'ala volante. Patterson viene così inviato ad Arnhem per incontrarsi con un partigiano di nome Jigs che è in grado di condurlo sulle tracce di Sturmgeist che si sta per recare alla base che sembra essere collocata nei pressi di Gotha, ma prima di ciò Patterson si occupa di sminare il ponte di Nimega e di portare dei rifornimenti alle truppe inglesi assediate ad Arnhem. In seguito Jigs conduce Patterson ad Emmerich dove Sturmgeist sta per partire alla volta della sua base e così nella notte tra il 22 e il 23 settembre 1944 si infiltra a bordo del treno corazzato di Sturmgeist con il compito di eliminarlo ma senza riuscirci perché questi riesce a fuggire. Patterson riesce comunque a raggiungere Sturmgeist, eliminarlo e a fuggire con il prototipo del nuovo caccia tedesco prima che l'aviazione alleata bombardi la base.

## Trama

### Capitolo 1: D-day (6 giugno 1944)
Dopo essere stato recuperato dalla corazzata USA Thomas Jefferson, il tenente Patterson viene assegnato ad una compagnia della 1ª divisione di fanteria americana al comando del capitano Black e parteciperà allo sbarco a Omaha Beach. Durante l'avvicinamento alla spiaggia Patterson viene sbalzato in acqua perché il suo mezzo da sbarco viene colpito dall'artiglieria nemica ma riesce a portarsi in salvo dietro la carcassa di un mezzo semidistrutto sulla spiaggia. Qui incontra il capitano Black che gli ordina di aiutare alcuni suoi uomini a raggiungere il terrapieno al limitare della spiaggia fornendogli fuoco di copertura. Fatto saltare il filo spinato sul terrapieno, Patterson e Black si dirigono all'interno dei bunker che tengono sotto tiro la spiaggia. A questo punto i due si separano, Black si occuperà del bunker di sinistra mentre Patterson di quello di destra e una volta arrivati in cima i due segnaleranno i bunker alle navi alleate che li distruggeranno.
Subito dopo lo sbarco, il capitano Black segnala Patterson al colonnello Hargrove dell'OSS che lo arruolerà.

### Capitolo 2: Tempesta nel porto (17 - 18 agosto 1944)
La missione successiva, che cronologicamente viene dopo le prime tre di Medal of Honor, consiste nell'infiltrarsi nell'impianto di produzione e riparazione degli U-Boot di Lorient per sabotarlo e assestare un duro colpo alla marina del Reich.
Per raggiungere Lorient, Patterson viene spedito nel paesino di St. Mathieu dove l'U-4902 effettuerà una fermata speciale per caricare del materiale. Patterson, dopo aver attraversato il paese in cui infuriano ancora i combattimenti, si dovrà quindi nascondere nelle casse che sono in attesa di essere caricate sul sommergibile. Una volta a bordo Jimmy deve aspettare che questo sia attraccato a Lorient per uscire e piazzare delle cariche esplosive nella sala macchine e nelle sale dei siluri per farlo saltare in aria. Una volta fuori il suo compito è di distruggere quante più cose possibili (camion di rifornimenti, motori, sommergibili in bacino, depositi di carburante) e di sottrarre quanto più materiale cartaceo possibile.

### Capitolo 3: Ago in un pagliaio (17 settembre 1944)
Al comando dell'OSS sono giunte notizie da parte della resistenza olandese secondo la quale il partigiano Franz Gerritt, che era in possesso di informazioni segretissime sottratte ai tedeschi, sia stato fatto prigioniero dei tedeschi per essere interrogato. Data l'importanza delle informazioni in possesso di Gerrit, l'OSS invia Patterson sulle sue tracce alla vigilia dell'operazione Market Garden. Patterson viene paracadutato insieme al caporale Barnes e al soldato Connor nei pressi della cittadina olandese di Kleveburg ma, prima di raggiungerne le porte, Patterson, Barnes e Connor si occupano di distruggere tutti i carri armati che incontrano per evitare che possano contrastare l'avanzata alleata del giorno dopo. Arrivati alle mura di Kleveburg, Patterson riesce ad entrare in città creando un diversivo e si nasconde fino all'arrivo della notte.
A sera inoltrata Patterson si mette in cammino per raggiungere l'agente Fox che lo deve condurre alla locanda The Golden Lion dove può trovare un informatore della resistenza che potrebbe avere informazioni su Gerritt che era solito frequentare quel locale. Durante il tragitto, Patterson si occupa di sabotare tutti i veicoli nemici che incontra per evitare che lo possano seguire e ruba anche un'uniforme tedesca per entrare al Golden Lion indisturbato. Poco prima di raggiungere la locanda, un colpo di Panzershreck colpisce il camion su cui si trovavano Fox e Patterson uccidendo Fox.
Raggiunto il Golden Lion, Patterson trova il suo contatto che lo informa che Gerritt è tenuto prigioniero nel maniero di Dorne in attesa di essere trasferito altrove. Prima di essere condotto in cella è fortunatamente riuscito a nascondere dei documenti riguardanti i membri della resistenza tra la servitù del maniero ed è compito di Patterson trovarli per non farli cadere in mano al nemico. Per fortuna per quella sera è in programma una festa al maniero e così Patterson può infiltrarvisi vestito da cameriere e prendere contatto con i partigiani. Arrivato al maniero viene però smascherato e deve farsi strada a colpi di pistola fino a che non trova il rifugio della resistenza all'interno del maniero dove gli viene indicata la cella di Gerrit che riesce a liberare e a portare in salvo.

### Capitolo 4: Diversi ponti più in là (20 settembre 1944)
La resistenza olandese aveva ragione, le informazioni di Gerrit erano di primaria importanza e riguardano il prototipo di un nuovo aereo che è in fase di collaudo presso una base segreta della Luftwaffe vicino Gotha. Questo aereo è l'Ho IX, un moderno aereo a reazione che sfrutta la tecnologia dell'ala volante. Tuttavia l'OSS non è in grado di determinare la posizione esatta di questa base che potrebbe trovarsi in una delle miniere che circondano la cittadina tedesca. Si sa invece che a capo di questo progetto si trova il colonnello delle SS Rudolf Ulbricht Von Sturmgeist che Patterson aveva già incontrato per caso e di sfuggita durante la sua missione a Lorient.
Patterson viene quindi inviato ad Arnhem dove si trova un agente dell'OSS di nome Jigs che è in grado di fargli raggiungere Sturmgeist. Tuttavia Patterson non può essere paracadutato direttamente su Arnhem perché l'aviazione è completamente impegnata nell'operazione Market Garden e quindi vi deve giungere a piedi. La prima tappa del suo viaggio è il ponte di Nimega che si occupa di sminare per favorire l'avanzata alleata. Arrivato dall'altra parte distrugge un cannone della contraerea e si impossessa di un camion di rifornimenti da consegnare alle truppe inglesi che da tre giorni combattono ad Arnhem senza rifornimenti.
Arrivato ad Arnhem attraversa prima i sobborghi della città e poi partecipa ai combattimenti nel centro per raggiungere gli uffici della dogana dove si trova Jigs.

### Capitolo 5: Rolling Thunder (23 settembre 1944)
Secondo Jigs, Sturmgeist sta per raggiungere la base di Gotha dopo un viaggio di ispezione in altri impianti industriali. La sua ultima tappa prima di raggiungere Gotha è la città di Emmerich am Rhein dove lo aspetta un treno corazzato. Patterson, deve a tutti i costi salire sul treno travestendosi da ufficiale tedesco e, una volta sul treno, eliminare Sturmgeist per trafugarne i documenti. Un bombardamento alleato incombe sulla città, quindi Patterson deve sbrigarsi.
Una volta sul treno Patterson non riesce ad eliminare Sturmgeist perché questi riesce a staccare la locomotiva dal resto del convoglio che si ferma sulle rotaie. Per fortuna nella valigetta di Sturmgeist è contenuta l'esatta ubicazione della base dell'Ho IX che si trova al termine della linea ferroviaria su cui si trova Patterson. Per la precisione si tratta infatti di un campo di addestramento e ricerca della Luftwaffe che comprende anche centri di assemblaggio.
Prima di raggiungere Gotha però, Patterson deve attraversare lo scalo industriale di Friedrichroda che rifornisce di carburante le basi della Luftwaffe. Patterson ne approfitta quindi per sabotare gli scambi e far saltare in aria i depositi di carburante nella speranza di rallentare la produzione di aerei.

### Capitolo 6: La tana di Horten (27 settembre 1944)
Patterson è finalmente riuscito a raggiungere Gotha e la sua base segreta. Prima di cercare di raggiungere Sturmgeist e l'Ho IX, ne approfitta per fotografare progetti nemici e sabotare l'impianto. Tuttavia deve sbrigarsi perché Sturmgeist ha l'ordine di trasferire l'Ho IX in un'altra base per ragioni di sicurezza. Raccolte le informazioni necessarie, si occupa di inviare via radio le coordinate della miniera, affinché l'aviazione alleata la possa bombardare, e di distruggere gli impianti radar. Alla fine Patterson riesce a raggiungere Sturmgeist che elimina dopo un furioso combattimento e, poco prima che arrivino i bombardieri alleati, decolla a bordo dell'Ho IX.

## Modalità di gioco
Come i suoi predecessori, il giocatore si cala nel ruolo di un agente dell'OSS durante la seconda guerra mondiale. In Frontline ci sono sei missioni, ognuna divisa in più livelli. All'inizio di ogni missione c'è un briefing con un filmato che informa il giocatore degli obiettivi assegnati e dello sviluppo della trama unitamente al contesto storico. All'inizio dei livelli c'è un ulteriore briefing scritto che prepara il giocatore per quella particolare missione; questi livelli sono basati su un percorso lineare con il giocatore che si muove in paesaggi urbani o rurali eliminando i nemici e completando gli obiettivi.
Alla fine di ogni livello viene assegnata una valutazione (oro, argento o bronzo) in base alla prestazione fornita. Se alla fine di una missione il giocatore ha collezionato tutti ori gli viene assegnata una medaglia, vengono resi disponibili dei contenuti speciali (filmati, sceneggiature, ecc) e viene sbloccato un trucco che può essere usato solo nelle missioni già giocate e non in quelle ancora da giocare.

## Personaggi

### Tenente James 'Jimmy' Steven Patterson
Protagonista nonché personaggio leggendario della serie, è un abile ufficiale dell'OSS. Nato a Carthage, Missouri, l'11 novembre 1919, ha frequentato la Michigan University dove eccelleva in tutte le materie tranne, guarda caso, il tedesco. Dopo il diploma, i familiari si aspettavano di vederlo ad Harvard ma lui decise per West Point dove si lauerò terzo della sua classe. Anche qui dimostrò tutte le sue abilità che gli garantirono una raccomandazione per entrare nell'Army Air Corps come tenente. Nel 1942 fu scelto dall'OSS in seguito ad un'estrazione tra i migliori ufficiali dell'Army Air Corps. La sua prima operazione fu quella di recuperare l'agente della resistenza francese Manon Batiste a Tobruk in seguito a un'operazione di sabotaggio in Nord Africa. Fino al 1944 si tenne in contatto con Manon fornendogli documenti e affidandogli missioni delicate per conto dell'OSS. Nel 1944, di ritorno all'Army Air Corps, fu incaricato dal comando alleato di condurre un aereo da trasporto C-47 durante lo sbarco in Normandia per paracadutare gli uomini della 101ª divisione.
Compiuta la missione però Patterson fu colpito dal fuoco di una contraerea Tedesca, e armato solo di una pistola e qualche granata dovette paracadutarsi anch'egli dall'aereo. Una volta atterrato Jimmy si portò verso la costa, eliminando qualche posto di controllo Tedesco lungo le campagne della Normandia.
Giunto nei pressi della cittadina di Quienville, Jimmy venne soccorso dai partigiani Francesi che fecero imbarcare il tenente e pochi altri su un motopeschereccio, che li condusse fino alla corazzata Jefferson Sulla nave il tenente fu posto sotto il comando del capitano White a capo di un plotone della 116sima divisione di fanteria ad Omaha Beach.
Dopo lo sbarco, Jimmy partecipò a numerose altre missioni nel corso della guerra come il furto dell'U-4901, la distruzione del cannone Greta e il recupero dell'Ho IX.

### Colonnello Stanley Hargrove
Stanley Hargrove (1900-1950) è l'ufficiale dell'OSS diretto superiore di Jimmy. Hargrove gli assegna molte missioni di sabotaggio, provvedendo sempre a consegnargli precisi dettagli sulle situazioni belliche, grazie anche alle lettere dei partigiani francesi Fabrice Delacroix e Manon Batiste.

### Franz Gerritt
Franz Gerritt (1910-1970) è un abile partigiano Olandese, che scoperto dagli ufficiali dei reparti tedeschi delle SS operanti in Olanda, essere un informatore cosciente dello sviluppo di un nuovo prototipo di cacciabombardiere rivoluzionario, verrà arrestato e detenuto nel maniero di Dorne, nel quale Jimmy si infiltrerà travestito da cameriere.
Jimmy fortunatamente lo salverà dai Tedeschi giusto in tempo dal momento che a breve sarebbe stato trasferito in un lager nazista.
Sergente maggiore Kelso
Il sergente maggiore Kelso (1914-1944) è un giovane sottufficiale inglese di Londra, che guiderà le truppe alleate alla volta di Arnhem durante la operazione Market Garden, ideata dal maresciallo Montgomery per la liberazione dell'Olanda dagli invasori tedeschi. Rimasto ferito in uno scontro a fuoco con i tedeschi durante la battaglia di Arnhem morirà per le ferite riportate.

### Jigs
Ralph Jigs (1918-1945) è il giovane, ma espertissimo agente segreto Olandese, che fornirà a Jimmy le informazioni necessarie per la ricerca di Sturmgeist, in quanto è al corrente degli spostamenti del colonnello. Jigs inoltre rifornisce puntalmente Jimmy di uniformi da ufficiale Tedesco e documenti falsi, utilissimi per attraversare le linee nemiche senza sparare.

### Barone Rudolf Ulbricht Von Sturmgeist
Il barone Rudolf Ulbricht Von Sturmgeist (1884-1944) è il perfetto antagonista di Jimmy. Nato a Monaco di Baviera, il 30 dicembre 1884 ed esponente di una famiglia di antiche tradizioni militari è un uomo molto superbo e severissimo con i suoi ufficiali, che ritiene sempre degli imbecilli inadatti al loro compito d'élite. Sturmgeist infatti ha sacrificato tutta la vita alla sua carriera militare, ottenendo, oltre al grado di colonnello, una stima ed ammirazione comune a ben pochi ufficiali delle Waffen-SS. Benché anziano è un uomo di un'agilità e velocità a dir poco sbalorditive, fortissimo e totalmente imprendibile, capace infatti in ogni situazione di pericolo di dileguarsi sempre senza lasciare la minima traccia di fuga. Egli gode infatti di grande stima e fiducia agli occhi del Fuhrer, che gli affida il compito di ispezionare gli impianti tedeschi di costruzione di armi nonché la supervisione del progetto dell'Ho-IX.
Trovandosi, durante il viaggio a Gotha, faccia a faccia con Jimmy, giunto nella base aerea segreta, nel bel mezzo di un bombardamento, morirà combattendo contro Jimmy dopo un asperrimo scontro nella notte tra il 27 e il 28 settembre 1944.

## Accoglienza
Sin dalla sua pubblicazione, Medal of Honor: Frontline ha ricevuto critiche molto positive. Il sito Metacritic gli ha assegnato un voto di 88/100 per la versione per PlayStation 2, 81/100 per la versione Xbox e 80/100 per la versione Gamecube. Anche il sito IGN lo ha valutato con un voto complessivo di 8/10. Anche GameSpot (9/10) e la rivista Play Magazine (10/10) lo hanno valutato molto positivamente giudicandolo uno dei migliori giochi di quel momento.
I pregi del gioco vennero individuati nell'ottima combinazione tra grafica, giocabilità e colonna sonora. La musica in particolare è considerata una delle migliori mai scritte per un videogioco di una qualsiasi piattaforma che si unisce ad una qualità sonora eccellente. Altro pregio del gioco era quello di non far impersonare la parte dell'eroe che avrebbe salvato il mondo da solo, ma di colui che invece è solo la rotella, comunque fondamentale di un ingranaggio molto più grande di lui.
Pregevoli anche le ambientazioni, curate in ogni dettaglio, coinvolgenti e capaci di trasmettere la sensazione di rivivere quella guerra in prima persona. Ottima anche l'intelligenza artificiale, tuttavia le missioni presentano il limite di dover procedere lungo un itinerario prestabilito senza possibilità di deviare.
Come accennato uno dei pregi del gioco è la grafica: ambienti 3d ben realizzati, agenti climatici convincenti, veicoli curati nei dettagli, espressioni e effetti visivi realistici. In generale Medal of Honor: Frontline era considerato quanto di meglio la PS2 potesse offrire all'epoca in fatto di grafica.